# Erechtia carbonaria
Erechtia carbonaria är en insektsart som beskrevs av Ernst Friedrich Germar. Erechtia carbonaria ingår i släktet Erechtia och familjen hornstritar. Inga underarter finns listade i Catalogue of Life.